# Opinión de Sigmund Freud sobre la homosexualidad

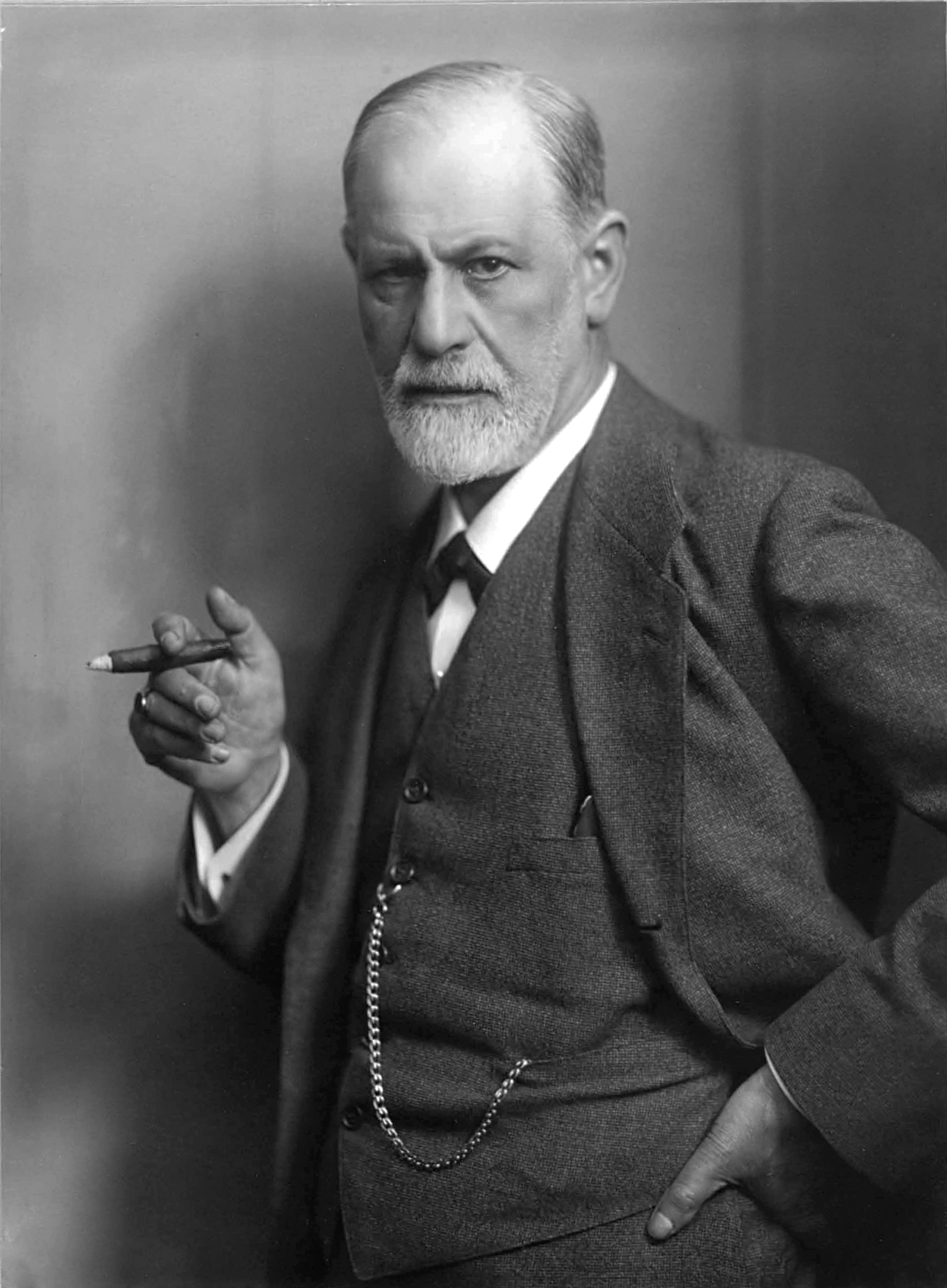
Sigmund Freud

La opinión de Sigmund Freud sobre la homosexualidad ha sido descrita como determinista, pues él atribuiría factores biológicos y psicológicos al explicar las causas principales de la homosexualidad, Freud creía que los humanos nacían con disposición perversa polimorfa y, por lo tanto, argumentó que la homosexualidad podría ser una desviación de eso. Sin embargo, también notó que existían ciertas "formas profundamente arraigadas de homosexualidad" que eran difíciles o imposibles de cambiar.

## Panorama
Los artículos más importantes de Freud sobre la homosexualidad fueron escritos entre 1905, cuando publicó  Tres ensayos sobre la teoría de la sexualidad, y 1922, cuando publicó Ciertos mecanismos neuróticos en celos, paranoia y homosexualidad. Freud creía que todos los humanos eran bisexuales, con lo que se refería principalmente a que todos incorporan aspectos de ambos sexos, y que todos se sienten sexualmente atraídos por ambos sexos. En su opinión, esto era cierto anatómicamente y, por lo tanto, también mental y psicológicamente. La heterosexualidad y la homosexualidad se desarrollaron a partir de esta disposición bisexual original. Como una de las causas de la homosexualidad, Freud menciona la angustiosa experiencia heterosexual: "Esos casos son de particular interés en los que la libido cambia a un objeto sexual invertido después de una experiencia angustiosa con uno normal".
Freud parece haber estado indeciso sobre si la homosexualidad era patológica o no, y expresó diferentes puntos de vista sobre este tema en diferentes momentos y lugares de su trabajo. Freud frecuentemente llamó a la homosexualidad una "inversión", algo que en su opinión era diferente de las perversiones necesariamente patológicas, y sugirió que podrían existir varios tipos distintos, advirtiendo que sus conclusiones al respecto se basaban en una muestra pequeña y no necesariamente representativa de pacientes.
Freud obtuvo gran parte de su información sobre la homosexualidad de psiquiatras y sexólogos como Richard von Krafft-Ebing y Magnus Hirschfeld, y también fue influenciado por Eugen Steinach, un endocrinólogo vienés que trasplantó testículos de hombres heterosexuales a hombres homosexuales en un intento por cambiar su orientación sexual. Freud afirmó que la investigación de Steinach había "arrojado una fuerte luz sobre los determinantes orgánicos del homoerotismo". Sin embargo, advirtió que era prematuro esperar que las operaciones que realizó posibilitarían una terapia que podría aplicarse en general. En su opinión, tales operaciones de trasplante serían efectivas para cambiar la orientación sexual solo en los casos en que la homosexualidad estuviera fuertemente asociada con las características físicas típicas del sexo opuesto, y probablemente no podría aplicarse una terapia similar al lesbianismo. De hecho, el método de Steinach estaba condenado al fracaso porque el sistema inmunitario de sus pacientes rechazó las glándulas trasplantadas, y finalmente fue expuesto como ineficaz y a menudo dañino.

## Opinión sobre intentos de cambiar la orientación sexual
Freud creía que los homosexuales rara vez podían estar convencidos de que el sexo con alguien del sexo opuesto les proporcionaría el mismo placer que derivaban del sexo con alguien del mismo sexo. Los pacientes a menudo solo tenían razones superficiales para querer convertirse en heterosexuales, buscando tratamiento debido a la desaprobación social, que no era un motivo suficientemente fuerte para el cambio. Es posible que algunos pacientes no tengan un deseo real de convertirse en heterosexuales, que busquen tratamiento solo para poder convencerse de que han hecho todo lo posible por cambiar, dejándolos libres para volver a la homosexualidad tiempo después.
Freud escribió en el artículo de 1920 The Psychogenesis of a Case of Homosexuality in a Woman, que cambiar la homosexualidad era difícil y, por lo tanto, solo era posible en condiciones inusualmente favorables, observando que "en general, comprometerse a convertir a un homosexual completamente desarrollado en un heterosexual no ofrece mucho más posibilidades de éxito que lo contrario ". El éxito significaba hacer posibles los sentimientos heterosexuales en lugar de eliminar los sentimientos homosexuales.

## Homosexualidad femenina
El principal análisis de Freud sobre la homosexualidad femenina fue el artículo The Psychogenesis of a Case of Homosexuality in a Woman, que describió su análisis de una joven que había ingresado a la terapia porque a sus padres les preocupaba que ella fuera lesbiana. Su padre esperaba que el psicoanálisis curara su lesbianismo, pero en opinión de Freud, el pronóstico era desfavorable debido a las circunstancias en que la mujer ingresó a la terapia, y porque la homosexualidad no era una enfermedad o un conflicto neurótico.
Por lo tanto, Freud les dijo a los padres que estaba preparado para estudiar a su hija para determinar qué efectos podría tener la terapia. Freud concluyó que probablemente estaba lidiando con un caso de homosexualidad biológicamente innata, y finalmente interrumpió el tratamiento debido a lo que vio como la hostilidad de su paciente hacia los hombres.

## Carta de una madre con un hijo homosexual de 1935
En 1935, Freud le escribió a una madre que le había pedido que tratara la homosexualidad de su hijo, una carta que luego se haría famosa.

De su carta deduzco que su hijo es homosexual. Estoy muy impresionado por el hecho de que no mencione este término usted misma en su información sobre él. ¿Puedo preguntarle por qué lo evita? Ciertamente, la homosexualidad no es una ventaja, pero no es nada de lo que avergonzarse, no hay vicio ni degradación; no puede clasificarse como una enfermedad; Consideramos que es una variación de la función sexual, producida por una cierta detención del desarrollo sexual. Muchas personas altamente respetables de los tiempos antiguos y modernos han sido homosexuales, varios de los hombres más importantes entre ellos. (Platón, Miguel Ángel, Leonardo da Vinci, etc.). Es una gran injusticia perseguir a la homosexualidad como un crimen, y también una crueldad. Si no me cree, lea los libros de Havelock Ellis.

Al preguntarme si puedo ayudar [a su hijo], se refiere, supongo, si puedo quitarle la homosexualidad y hacer que la heterosexualidad normal tome su lugar. La respuesta es que, de manera general, no podemos prometer lograrlo. En cierto número de casos, logramos desarrollar los gérmenes arruinados de las tendencias heterosexuales, que están presentes en todos los homosexuales; en la mayoría de los casos ya no es posible. Se trata de la calidad y la edad del individuo. El resultado del tratamiento no se puede predecir.

Lo que el análisis puede hacer por su hijo va por una línea diferente. Si es infeliz, neurótico, desgarrado por conflictos, inhibido en su vida social, el análisis puede traerle armonía, tranquilidad, eficiencia total, ya sea que siga siendo homosexual o si cambia.